# Amedeo Sommovigo
Amedeo Sommovigo (Pitelli, 6 ottobre 1891 – La Spezia, 13 dicembre 1969) è stato un sindacalista e politico italiano.
Nacque a Pitelli, frazione di La Spezia, il 6 ottobre 1891 e morì sempre a La Spezia, nel quartiere di Pagliari il 13 dicembre 1969.

## Biografia
Partecipò al primo congresso dei Fasci di combattimento a Firenze il 5 ottobre 1919. In realtà Sommovigo passerà all'antifascismo militante e durante la guerra di liberazione farà parte del CLN di La Spezia.
Nel 1950 tra i fondatori della UIL, sindacato di cui sarà uno degli esponenti di spicco.
Fu tre volte di seguito segretario del Partito Repubblicano Italiano (PRI) dal 7 gennaio 1948 al 21 maggio 1950. Furono segreterie collegiali che Amedeo Sommovigo condivise dapprima con Giulio Andrea Belloni e Giuseppe Chiostergi, poi con Franco Simoncini e Giovanni Pasqualini e infine di nuovo con Franco Simoncini e Oronzo Reale.
Fu consigliere all'agricoltura nel CNEL nella prima consiliatura, dal 20 febbraio 1958 al 27 gennaio 1961.